# Hochzeitsdegen

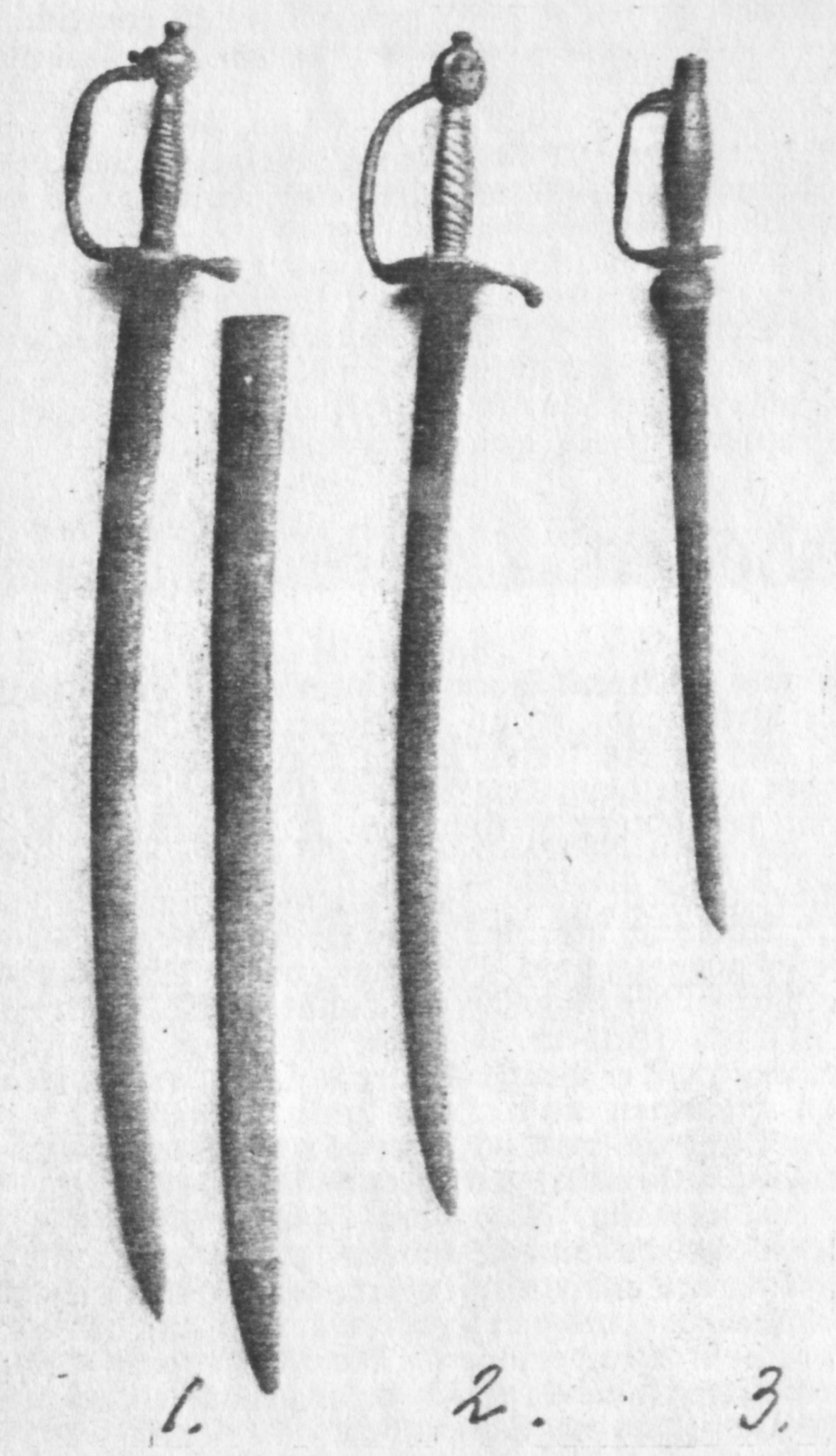
Drei Hochzeitsdegen, 1934 im Schönberger Heimatmuseum vorhanden. 1: Aus Lindow; 2: Aus Schlagsdorf; 3: Aus Klein Siems, verwendet 1849

Hochzeitsdegen waren zeremonielle Seitenwaffen, die im Gebiet des früheren Fürstentums Ratzeburg vom Bräutigam bei der Hochzeitsfeier getragen wurden.

## Brauch
Im Fürstentum Ratzeburg war es Tradition, dass Bauern am Tag ihrer Hochzeit einen Degen trugen, mit dem sie auch bei der Trauung vor den Altar traten. Der aus diesem Grunde so genannte Hochzeitsdegen wurde entweder an der Seite oder unter dem Arm getragen und konnte mit farbigen Bändern geschmückt sein.
Wie alt dieser Brauch war, lässt sich nicht mehr ermitteln; seine Ursprünge sind nicht dokumentiert und werden auch durch mündliche Überlieferung nicht erfasst. Bis um 1835 war es im Fürstentum Ratzeburg bei bäuerlichen Hochzeiten allgemein Sitte, dass der Bräutigam den Hochzeitsdegen anlegte, danach begann der Brauch zu verblassen. Die letzte bekannte Verwendung eines Hochzeitsdegens ist für Schlagsdorf im Jahre 1859 überliefert.
Zumindest die im 19. Jahrhundert getragenen Hochzeitsdegen waren keine eigens angefertigten Zierwaffen, die auf besondere Weise gestaltet waren, sondern ehemalige Militärwaffen. Drei dieser Hochzeitsdegen waren noch 1934 im Schönberger Heimatmuseum vorhanden.

## Deutung
Älteren Interpretationen zufolge sollte das Tragen des Degens unterstreichen, dass der Bräutigam ein freier Mann und nicht etwa ein Leibeigener war. Diese Deutung basierte auch darauf, dass die Bauern des umgebenden Gebiets von Mecklenburg-Schwerin zumeist in einem Verhältnis der Erbuntertänigkeit standen und bei ihren Hochzeiten statt Degen nur Stäbe trugen, da ihnen als Unfreien nicht zustand, Waffen zu führen.
Diese Auslegung ist jedoch später verworfen worden, da sich nicht nachvollziehen lässt, weshalb der Status eines Bauern als freier Mann ausschließlich bei der Hochzeit demonstriert werden sollte, nicht jedoch bei anderen Anlässen. Wahrscheinlicher ist, auch durch Vergleich mit ähnlichen Bräuchen in anderen Gegenden, dass es sich um ein Überbleibsel realer Bewaffnung handelte, die in früheren Zeiten vom Bräutigam und auch weiteren männlichen Hochzeitsgästen angelegt wurde, um einen Raub der Braut durch Kriminelle oder missgünstige Kontrahenten zu verhindern. Daneben spielte auch die symbolische Abwehr böser Geister auf dem Weg zur Zeremonie eine Rolle.

## Hochzeitsdegen in anderen Regionen
Die Verwendung von Hochzeitsdegen ist unter anderem auch dokumentiert für Estland, wo sie erst gegen Ende des 19. Jahrhunderts außer Gebrauch kamen; bei den schwedischen Bewohnern der Insel Ruhnu waren sie noch bis in die 1930er Jahre üblich. In Rottenburg trug einer der Brautführer den Hochzeitsdegen während der Hochzeitszeremonie in der Kirche.